# 努爾拉特
54°26′N 50°48′E / 54.433°N 50.800°E

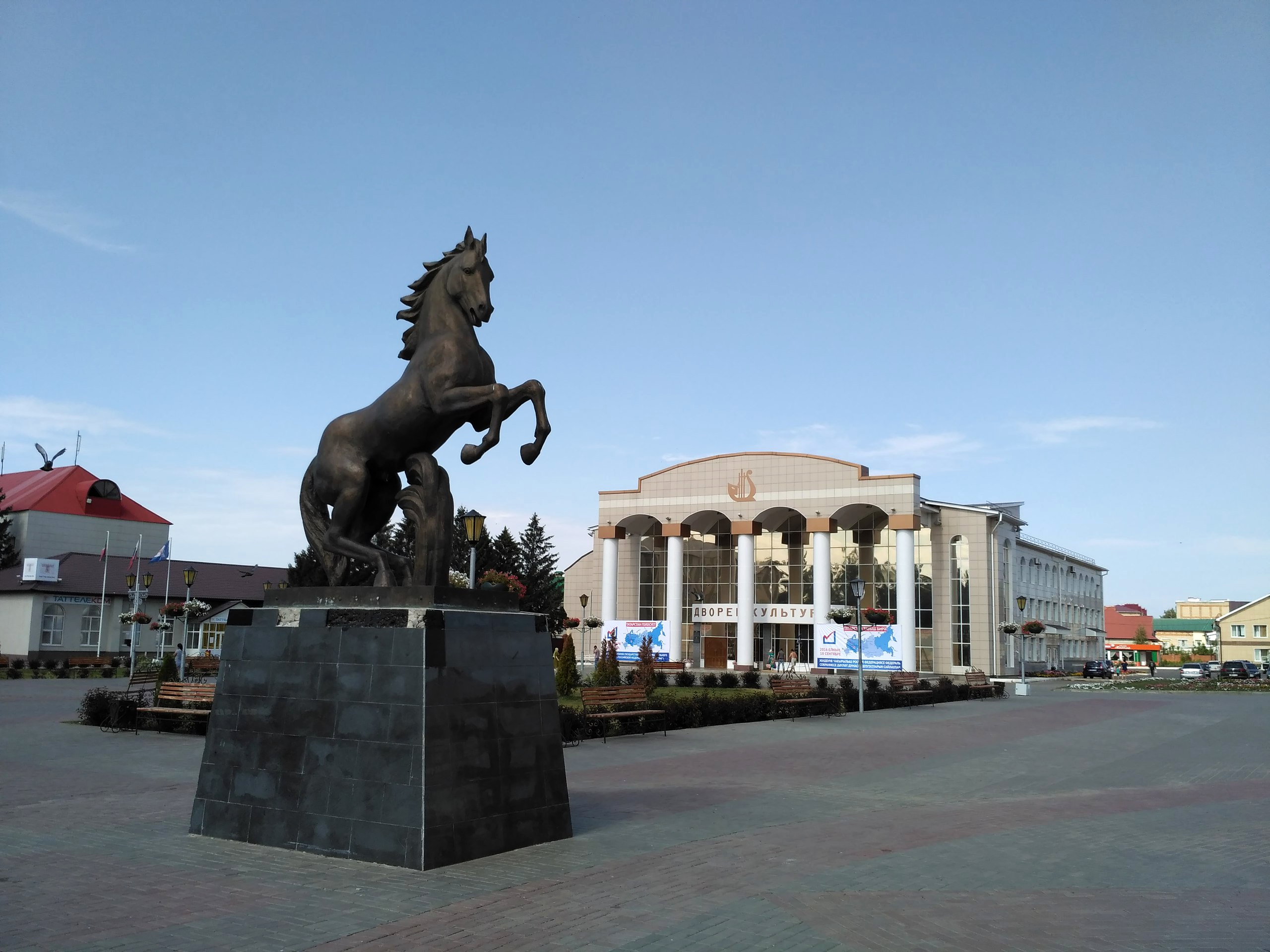
努尔拉特广场

努爾拉特（俄语：Нурла́т）是俄羅斯韃靼斯坦共和國南部的一個城市，位於孔杜爾恰河畔，距首府喀山268公里。2002年人口32,527人。
1905年建立，1967年設市。